# The International 2013
The International 2013 (TI3) var den tredje upplagan av The International. Turneringen tog plats i Benaroya Hall, Seattle och hade då den största prispotten inom e-sport. Turneringen arrangerades av Valve och ägde rum mellan den 8 augusti och den 11 augusti, 2013. Av 16 lag som deltog i turneringen, bjöds 13 in direkt av Valve och resterande 3 behövde kvalificera sig i en regional turnering.
Segrare i turneringen var svenska Alliance som lyckades vinna över ukrainska Natus Vincere.

## Lag
| Inbjudna - Alliance - TongFu - Invictus Gaming - Natus Vincere - MUFC - Fnatic - Team DK - Team Liquid - Team Zenith - Team Dignitas - LGD International - Orange Esports - Virtus Pro | Kvalvinnare - LGD Gaming - Mousesports | Wild card - RattleSnake |

## Resultat
| Plats | Lag                               | Prispengar |
| 1     | Alliance                          | $1,437,190 |
| 2     | Natus Vincere                     | $632,364   |
| 3     | Orange Esports                    | $287,438   |
| 4     | TongFu                            | $201,207   |
| 5-6   | Invictus Gaming                   | $114,975   |
| 5-6   | Team DK                           | $114,975   |
| 7-8   | Team Liquid                       | $43,116    |
| 7-8   | Fnatic                            | $43,116    |
| 9-12  | Team Dignitas & LGD International | $0         |
| 9-12  | LGD Gaming & Team Zenith          | $0         |
| 13-16 | RattleSnake & Virtus.pro          | $0         |
| 13-16 | Mousesports & MUFS                | $0         |